# Pauvre Diable
Pauvre Diable (Terms of Endearment) est le 7e épisode de la saison 6 de la série télévisée X-Files. Dans cet épisode, Mulder enquête sur le cas d'une femme qui vient de faire une fausse couche suspecte et soupçonne son mari d'être un démon.
L'épisode, dont le scénario a subi plusieurs modifications importantes, a obtenu des critiques mitigées bien que l'interprétation de Bruce Campbell ait été accueillie favorablement.

## Résumé
À Roanoke, en Virginie, Wayne et Laura Weinsider apprennent après une échographie que leur enfant à naître présente plusieurs difformités comme des protubérances crâniennes semblables à des cornes. Wayne est particulièrement secoué par la nouvelle. Pendant la nuit, Laura fait un cauchemar dans lequel un démon lui arrache son enfant. À son réveil, elle découvre qu'elle a fait une fausse couche. Arky Stevens, le frère de Laura, qui est adjoint du shérif, apporte le dossier à Jeffrey Spender. Celui-ci le met à la poubelle mais Mulder le récupère et part pour Roanoke interroger les Weinsider. Scully, restée à Washington, suspecte d'après les analyses que la mère a pratiqué un avortement illégal mais Mulder soupçonne plutôt le père. Ce dernier mène une double vie et a une autre femme, Betsy, qui est enceinte.
Après la découverte des restes du bébé dans la chaudière des Weinsider, Wayne persuade Laura qu'elle a avorté du bébé dans un état de transe. Laura avoue et est conduite en prison mais Mulder continue de harceler Wayne, persuadé que celui-ci est un démon. En prison, Wayne tente de tuer Laura, qui s'est mise à douter de sa version, en lui aspirant sa force vitale. Laura survit mais reste dans le coma. Mulder, rejoint sur place par Scully, découvre que Wayne a été deux fois accusé du meurtre de ses anciennes épouses avant d'être acquitté. L'échographie de Betsy révèle que son bébé présente les mêmes anomalies que celui de Laura. Wayne lui prépare alors une décoction pour la faire avorter. Pendant ce temps, un squelette de bébé difforme est découvert dans le jardin des Weinsider. Mulder comprend alors que Wayne tue ses enfants car ils sont des démons et qu'il veut un bébé normal.
Betsy fait le même cauchemar que Laura mais reconnaît son mari sous ses traits démoniaques et l'arrête. Plus tard, elle croise la route de Mulder et Scully et leur affirme que Wayne a pris son bébé. Les deux agents surprennent Wayne en train de creuser dans le jardin de Betsy mais celui-ci prétend être innocent et commence à accuser Betsy lorsque Stevens arrive et lui tire dessus. Placé dans le lit voisin de Laura à l'hôpital, Wayne lui transmet son dernier souffle. Il meurt et elle sort du coma. Des restes de bébés normaux sont retrouvés dans le jardin de Betsy, et Mulder comprend alors que celle-ci est elle aussi de nature démoniaque mais, qu'à l'inverse de Wayne, elle souhaitait avoir un bébé démon sans y parvenir. Betsy, dont les yeux rougeoient un instant, quitte la ville dans la Chevrolet Camaro de Wayne avec son bébé démon.

## Distribution
- David Duchovny : Fox Mulder
- Gillian Anderson : Dana Scully
- Chris Owens : Jeffrey Spender
- Bruce Campbell : Wayne Weinsider
- Lisa Jane Persky : Laura Weinsider
- Michael Milhoan : l'adjoint Arky Stevens
- Grace Phillips : Betsy Monroe

## Production

### Préproduction
Pauvre Diable est le premier scénario de David Amann pour X-Files. Amann avait avant cela proposé sans succès « cinq ou six idées » pour la série et qualifie son scénario d'inversion du film Rosemary's Baby (1968) dans lequel une femme a peur de donner naissance à un démon. Le premier jet du script est plus horrifique et inclut moins d'humour et de sentiments. Dans cette version, plus linéaire, Laura donne naissance à un serpent alors que Betsy se sacrifie pour éviter de donner naissance à un bébé démon. L'équipe de scénaristes estime que ce premier jet présente une certaine prévisibilité et Chris Carter propose alors que Betsy soit elle aussi un démon. Les mots Zazas, zazas, nasatanada zazas que Laura est censée avoir prononcés en état de transe sont extraits du livre The Vision and the Voice d'Aleister Crowley.
Bruce Campbell, qui interprète le rôle de Wayne Weinsider, avait par le passé tenu le rôle principal de la série Brisco County diffusée sur la Fox sur le créneau horaire précédant celui des épisodes de la première saison de X-Files mais annulée au bout d'une saison. L'acteur, qui avait déjà rencontré David Duchovny et Gillian Anderson, qualifie ainsi son expérience dans l'épisode de « retour au bercail ».

### Tournage
Les extérieurs de l'épisode sont principalement filmés à Pasadena. Pendant le tournage, Bruce Campbell et David Duchovny font plusieurs farces aux membres de l'équipe, ne s'arrêtant que lorsque certains d'entre eux commencent à s'en irriter. Lors du tournage d'une scène présentant un bébé sous forme démoniaque, la mère du bébé, mal à l'aise que celui-ci représente un démon, retire son enfant du plateau de tournage. La production doit alors trouver en urgence un autre bébé pour tourner la scène.
Les effets spéciaux de l'épisode recourent très peu à l'infographie. Ainsi, la scène du cauchemar est filmée avec des brûleurs à gaz produisant de vraies flammes et un objectif de longue focale qui donne l'illusion que les flammes sont beaucoup plus proches du lit qu'en réalité. L'échographie du bébé démon est réalisée à l'aide d'une véritable échographie d'un enfant d'un membre de l'équipe qui est retouchée pour donner au bébé un aspect démoniaque. Mark Snow compose la musique de l'épisode en utilisant des chants grégoriens pour établir une atmosphère effrayante. Des extraits de la chanson Only Happy When It Rains du groupe Garbage apparaissent plusieurs fois dans l'épisode, notamment à la fin.
À la suite de la diffusion de l'épisode, Chris Owens, dont le personnage apparaît sous un jour particulièrement défavorable, est pris plusieurs fois à parti par des personnes lui reprochant le comportement de son personnage. Bruce Campbell, dont l'interprétation est bien accueillie, est pour sa part contacté par la suite par la production afin d'auditionner pour le rôle de John Doggett mais ne peut donner suite à cette proposition en raison d'engagements antérieurs.

## Accueil

### Audiences
Lors de sa première diffusion aux États-Unis, l'épisode réalise un score de 10,5 sur l'échelle de Nielsen, avec 15 % de parts de marché, et est regardé par 18,70 millions de téléspectateurs. La promotion télévisée de l'épisode est réalisée avec le slogan « Born to raise hell. Tonight, something terrifying is about to be born » (en français « Né pour provoquer l'enfer. Ce soir, quelque chose de terrifiant est sur le point de naître »).

### Accueil critique
L'épisode recueille des critiques mitigées. Parmi les critiques positives, Todd VanDerWerff, du site The A.V. Club, lui donne la note de B. Dans leur livre sur la série, Robert Shearman et Lars Pearson lui donnent la note de 3/5. Dans son livre, Tom Kessenich déclare qu'il a apprécié cette « histoire de diable cherchant seulement à être un père normal » et salue l'interprétation de Bruce Campbell mais regrette le manque d’interactions entre Mulder et Scully. Christine Seghers, du site IGN, classe Bruce Campbell à la 6e place des meilleurs acteurs invités de la série, notant qu'il est « réellement touchant » et « si convaincant que l'on se sent mal pour lui ».
Du côté des critiques mitigées ou négatives, John Keegan, du site Critical Myth, lui donne la note de 6/10. Paula Vitaris, de Cinefantastique, lui donne la note de 2/4. Le site Le Monde des Avengers lui donne la note de 2/4. Sarah Stegall, du site Munchkyn Zone, lui donne la note de 2/5.